# Bunte Götter – Die Farbigkeit antiker Skulptur

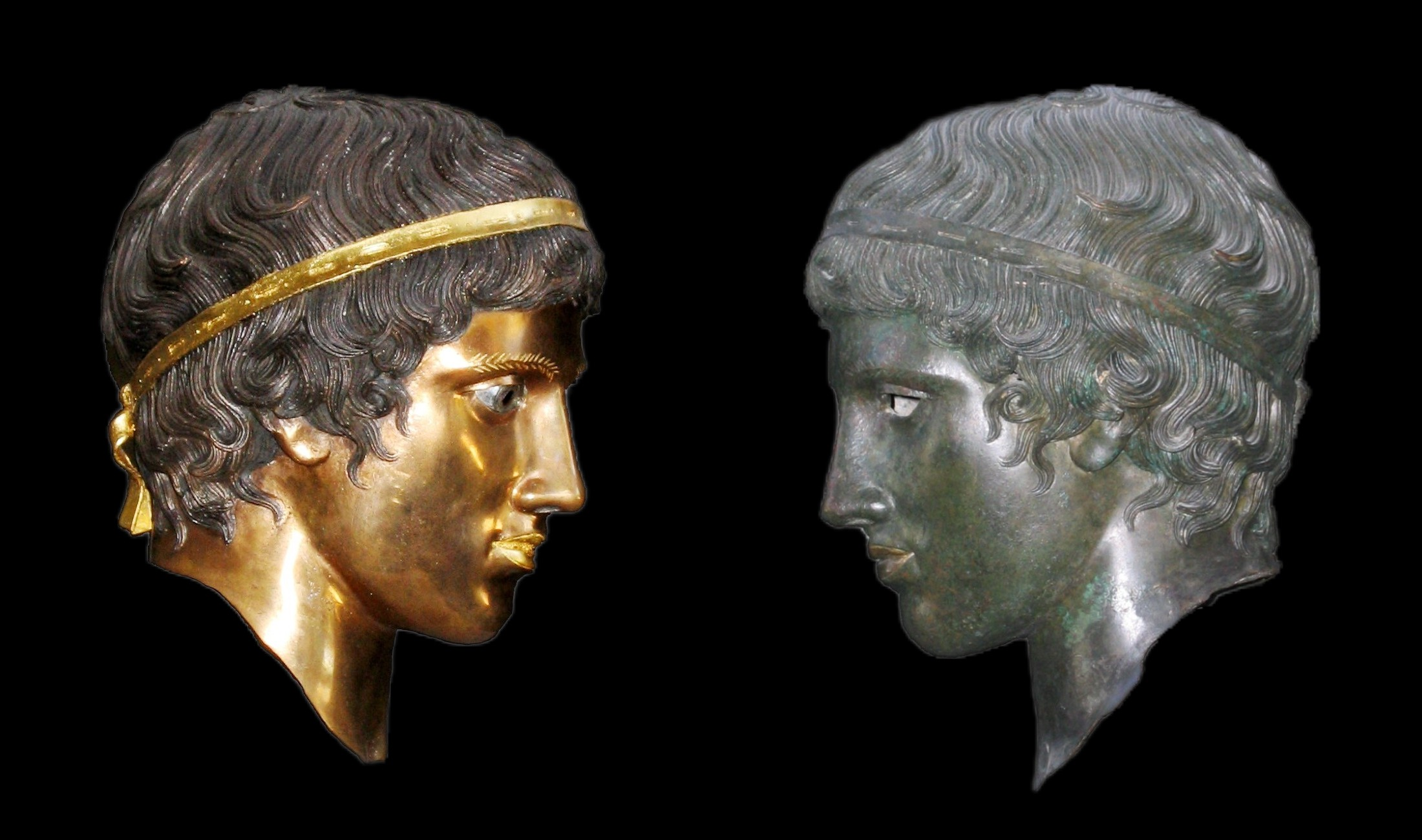
Gegenüberstellung der farbigen Rekonstruktion sowie des Originals im modernen Erhaltungszustand in der Münchener Ausstellung

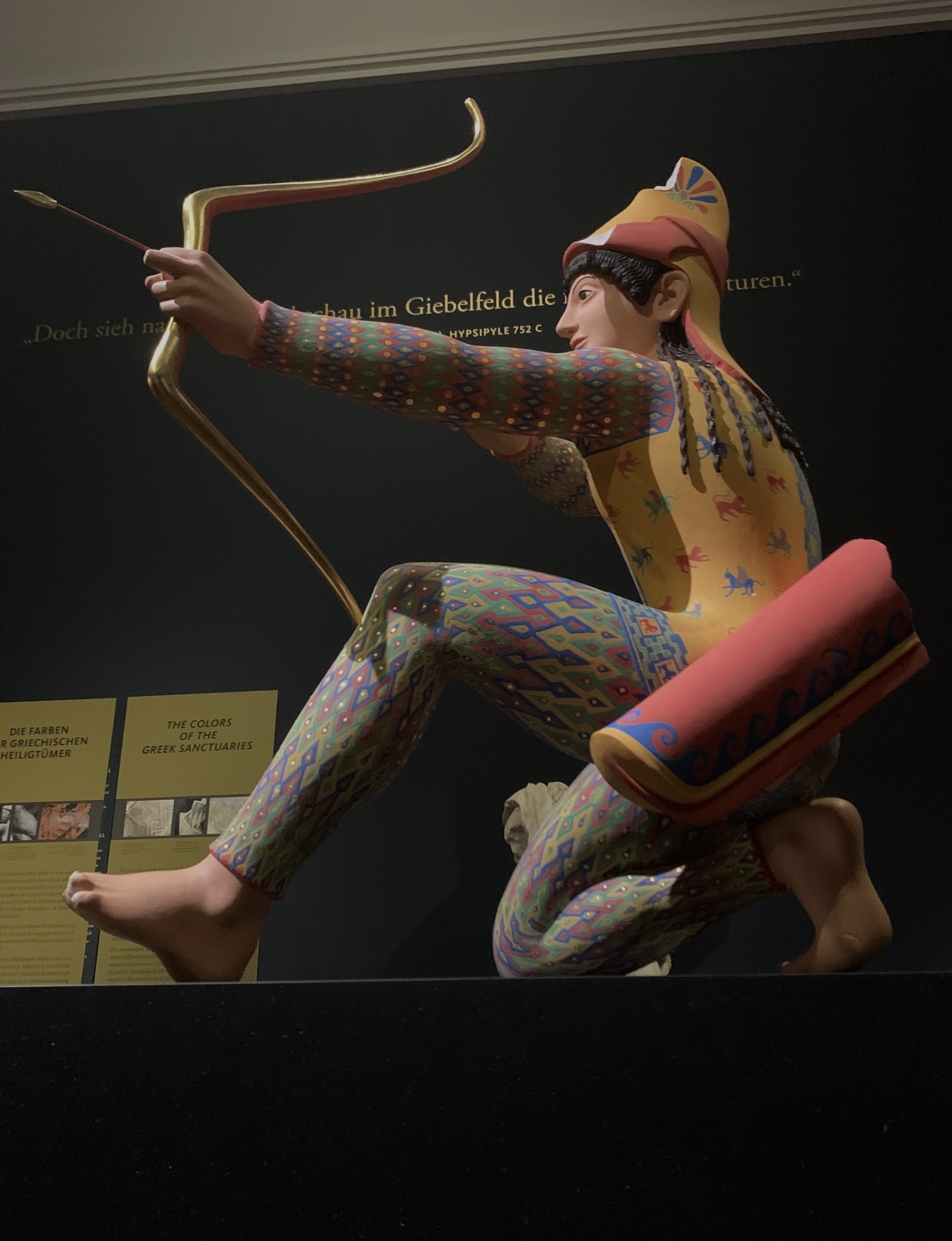
Bogenschütze aus dem Westgiebel des Aphaia-Tempels in Ägina; Experimentelle Farbrekonstruktion, Variante C, Liebieghaus Frankfurt 2021

Bunte Götter – Die Farbigkeit antiker Skulptur ist der Titel einer Wanderausstellung, die sich der antiken Polychromie widmet, der farbigen Fassung antiker Skulpturen und architektonischer Bauteile. Jeweils unterschiedlich in Art und Umfang wird sie seit 2003 weltweit an wechselnden Orten gezeigt.
Die Ausstellung wird kontinuierlich erweitert, indem die aktuellen Ergebnisse der Forschung zur Polychromie und Bildsprache der antiken griechischen und römischen Skulptur eingearbeitet und durch neue Rekonstruktionen visualisiert werden.
Zuletzt war die Ausstellung in der erweiterten Fassung „Bunte Götter – Golden Edition“ 2020/2021 in der Liebieghaus Skulpturensammlung in Frankfurt zu sehen.

## Konzeption
Die Ausstellung basiert auf den Forschungsarbeiten, die insbesondere die Archäologen Vinzenz Brinkmann und Ulrike Koch-Brinkmann aufbauend auf den Arbeiten von Volkmar von Graeve seit Mitte der 1960er-Jahre zur antiken Polychromie durchführte. Gemeinsam mit Raimund Wünsche, dem Direktor der Münchener Glyptothek, konzipierte Brinkmann 2003 eine Ausstellung zur antiken Polychromie. Hier wurden neben im Verlauf der Forschungsarbeiten schon rekonstruierten Kopien antiker Kunstwerke auch für die Ausstellung neu geschaffene Werke in Verbindung zu ihren antiken Originalen oder vergleichbaren antiken Bildwerken gezeigt. Bald danach wurde die Ausstellung auch in anderen Städten gezeigt. Auf Betreiben der Bayerischen Staatsregierung wurde daraufhin 2005 die Stiftung Archäologie gegründet, die weitere Forschungen, aber auch die Organisation weiterer Ausstellungen fördern soll. Seit 2007 unterstützte auch der Leibnizpreisträger Oliver Primavesi mit seinem Preisgeld die weiteren Forschungen.
Ein erster Katalog wurde 2003 zur Ausstellung in München verfasst, dem 2008 eine zweite, überarbeitete Version für die Präsentation im Frankfurter Liebieghaus folgte, dessen Kurator Brinkmann im Jahr zuvor geworden war. Ein dritter, erweiterter Katalog wurde 2010 anlässlich der Ausstellung im Berliner Pergamonmuseum erstellt. Zur Ausstellung im Arthur M. Sackler Museum der Harvard University wurde ein Katalog in englischer Sprache veröffentlicht. In Los Angeles war die Ausstellung Teil der Ausstellung Color of Life – Polychromy in Sculpture from Antiquity to the Present im J. Paul Getty Museum, zu deren Katalog ebenfalls Beiträge geschrieben wurden. Zur Ausstellung Color de los dioses. Policromía en la antigüedad clásica y mesoamericana en Bellas Artes in Mexiko-Stadt 2016/17 wurden auch mesoamerikanische Skulpturen in das Ausstellungskonzept einbezogen.
2016 sind die meisten experimentellen Farbrekonstruktionen in das Eigentum der Stiftung des Städel Museums in Frankfurt übergegangen und sind zu einem Teil in der Frankfurter Liebieghaus Skulpturensammlung ausgestellt.

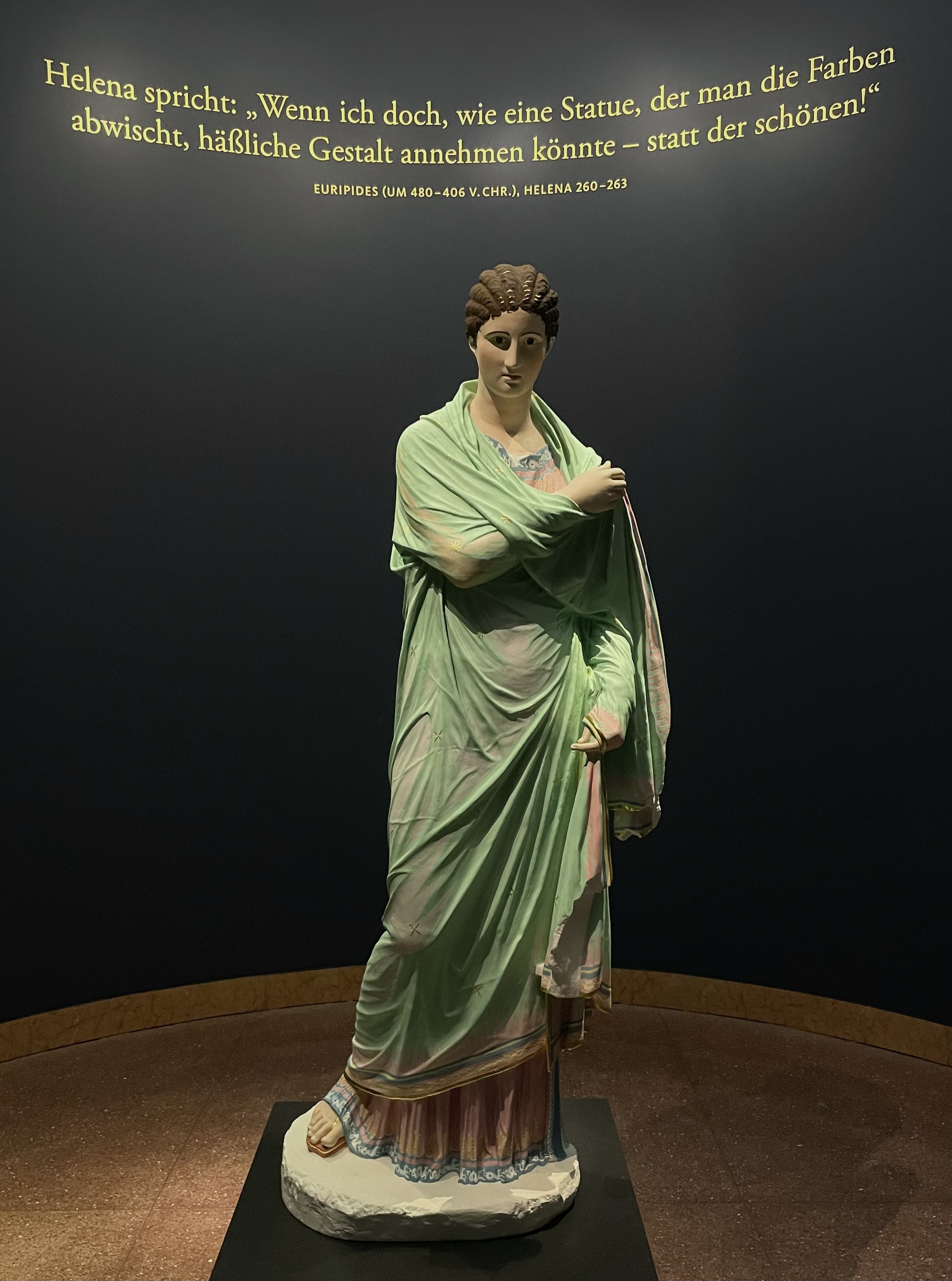
Experimentelle Farbrekonstruktion der sogenannten Kleinen Herkulanerin, Liebieghaus Frankfurt 2021
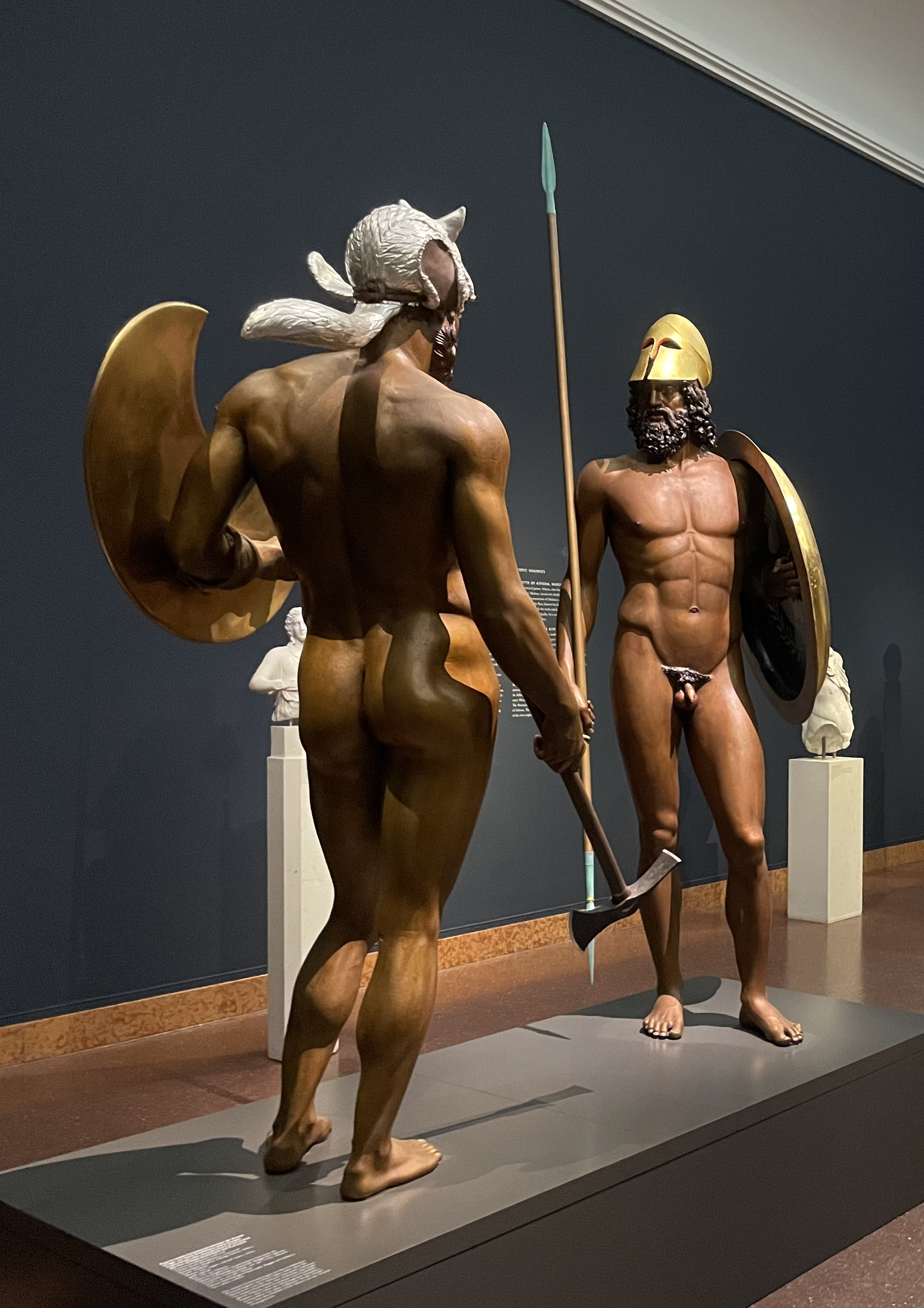
Experimentelle  Farbrekonstruktionen der Bronzestatuen von Riace als Krieger, Liebieghaus Frankfurt 2021

## Termine
Bislang wurde die Ausstellung an folgenden Orten gezeigt:
| \| von \| bis \| Ausstellungsort \| Ort \| Bemerkung \| \| ------------------ \| ------------------ \| ---------------------------------------------------------------------- \| ------------------------- \| ------------------------------------------------------------------------------------------------ \| \| 16. Dezember 2003 \| 29. Februar 2004 \| Glyptothek \| München \| \| \| \| \| Ny Carlsberg Glyptotek \| Kopenhagen \| als Classicolor: Farven i antik skulptur \| \| \| \| Vatikanische Museen \| Rom \| als I colori del bianco. Mille anni di colore nella scultura antica \| \| 11. August 2005 \| 20. November 2005 \| Skulpturhalle Basel \| Basel \| \| \| 2. Dezember 2005 \| 26. März 2006 \| Allard Pierson Museum \| Amsterdam \| als Kleur! \| \| 2006 \| 2006 \| Archäologisches Museum Istanbul \| Istanbul \| als Renkli Tanrilar \| \| 9. Januar 2007 \| 24. März 2007 \| Archäologisches Nationalmuseum \| Athen \| als Polychromoi Theoi \| \| 4. April 2007 \| 1. Juli 2007 \| Museum für Kunst und Gewerbe \| Hamburg \| \| \| 22. September 2007 \| 20. Januar 2008 \| Arthur M. Sackler Museum der Harvard University \| Cambridge (Massachusetts) \| als Gods in Color. Painted Sculpture of Classical Antiquity \| \| 6. März 2008 \| 23. Juni 2008 \| J. Paul Getty Museum \| Los Angeles \| Teil der Ausstellung Color of Life – Polychromy in Sculpture from Antiquity to the Present \| \| 8. Oktober 2008 \| 15. Februar 2009 \| Liebieghaus Skulpturensammlung[1] \| Frankfurt am Main \| \| \| 6. März 2009 \| 1. Juni 2009 \| Antikensammlung, Museumslandschaft Hessen Kassel, Schloss Wilhelmshöhe \| Kassel \| \| \| 18. Dezember 2009 \| 18. April 2010 \| Museo Arqueológico Regional de la comunidad de Madrid \| Alcalá de Henares \| als El Color de los Dioses \| \| 13. Juli 2010 \| 3. Oktober 2010 \| Antikensammlung im Pergamonmuseum \| Berlin \| \| \| 9. Oktober 2010 \| 30. Januar 2011 \| Medelhavsmuseet[2] \| Stockholm \| als White Lies \| \| 6. März 2011 \| 31. Juli 2011 \| Universität Göttingen, Archäologisches Institut[3] \| Göttingen \| \| \| 29. Oktober 2011 \| 20. Mai 2012 \| Antikensammlung der Universität Heidelberg[4] \| Heidelberg \| \| \| 28. Juni 2012 \| 28. Oktober 2012 \| Kunstsammlungen der Ruhr-Universität Bochum[5] \| Bochum \| \| \| 13. November 2012 \| 17. März 2013 \| Kunsthistorisches Museum[6] \| Wien \| \| \| 11. April 2014 \| 10. August 2014 \| Museum der Universität Tübingen[7] \| Tübingen \| \| \| 13. September 2014 \| 7. Dezember 2014 \| Ny Carlsberg Glyptotek \| Kopenhagen \| als Beitrag in Transformations: Classical Sculpture in Colour. \| \| 22. Januar 2015 \| 14. Juni 2015 \| Ashmolean Museum, Cast Gallery[8] \| Oxford \| als Gods in Colour: Painted Sculpture in Antiquity \| \| 11. Oktober 2016 \| 8. Januar 2017 \| Palacio de Bellas Artes[9] \| Mexiko-Stadt \| als Color de los dioses. Policromía en la antigüedad clásica y mesoamericana en Bellas Artes \| \| 28. Oktober 2017 \| 7. Januar 2018 \| Legion of Honor[10] \| San Francisco \| als Gods in Colour: Polychromy in the Ancient World \| \| 30. Januar 2020 \| 26. September 2021 \| Liebieghaus Skulpturensammlung[11] \| Frankfurt am Main \| als Golden Edition; Ausstellung zum 40-jährigen Jubiläum der Polychromieforschung in Deutschland \| \| 5. Juli 2022 \| 26. März 2023 \| Metropolitan Museum of Art[12] \| New York \| als Chroma. Ancient Sculpture in Colour[13] \| \| 21. Oktober 2023 \| 2. Juni 2024 \| Gallo-Romeins Museum[14] \| Tongern \| als De Oudheid in kleur \| - Vinzenz Brinkmann, Raimund Wünsche (Herausgeber): Bunte Götter. Die Farbigkeit antiker Skulptur. Staatliche Antikensammlungen und Glyptothek, München 2004, ISBN 3-933200-08-3. (1. Ausstellungskatalog) - Paolo Liverani, Vinzenz Brinkmann, Ulrike Koch-Brinkmann und andere: I colori del bianco. Mille anni di colore nella scultura antica, Ausstellungskatalog Vatikanische Museen, Rom 2004 - Jan Stubbe Østergaard, Vinzenz Brinkmann und andere: Classicolor. Farven I Antik Skulptur. Ausstellungskatalog Ny Carlsberg Glyptotek, Kopenhagen 2004. - Vinzenz Brinkmann, H.A.G. Brijder: Kleur! bij Grieken en Etrusken, Ausstellungskatalog Allard Pierson Museum, Amsterdam, Waanders 2006. - Vinzenz Brinkmann, Raimund Wünsche (Herausgeber): Bunte Götter. Die Farbigkeit antiker Skulptur. Eine Ausstellung des Museums für Kunst und Gewerbe in Zusammenarbeit mit den Staatlichen Antikensammlungen und Glyptothek München und der Stiftung Archäologie und dem Museum für Kunst und Gewerbe Hamburg, 4. April bis 1. Juli 2007. 4., erweiterte und überarbeitete Auflage. Hamburg 2007, ISBN 3-923859-71-6. - Vinzenz Brinkmann, Raimund Wünsche (Herausgeber): Gods in color. Painted sculpture of classical antiquity. Exhibition at the Arthur M. Sackler Museum, Harvard University Art Museums in cooperation with Staatliche Antikensammlung and Glyptothek Munich, Stiftung Archäologie Munich, September 22, 2007 – January 20, 2008. Biering & Brinkmann, München 2007, ISBN 978-3-930609-54-3. - Vinzenz Brinkmann (Herausgeber): Bunte Götter. Die Farbigkeit antiker Skulpturen. Eine Ausstellung der Liebieghaus Skulpturensammlung, Frankfurt am Main in Kooperation mit der Stiftung Archäologie, München 8. Oktober 2008–15. Februar 2009. Liebieghaus Skulpturensammlung, Frankfurt am Main 2008, ISBN 978-3-98097-016-7. (2. Ausstellungskatalog). - Vinzenz Brinkmann (Herausgeber): Bunte Götter. Die Farbigkeit antiker Skulptur. Eine Ausstellung der Museumslandschaft Hessen Kassel, Antikensammlung, in Kooperation mit der Liebieghaus-Skulpturensammlung, Frankfurt am Main, und der Stiftung Archäologie, München, 6. März – 1. Juni 2009. Museumslandschaft Hessen Kassel, Kassel 2009, ISBN 978-3-931787-52-3. - Vinzenz Brinkmann, Manuel Bendala (Herausgeber): El color de los dioses. El colorido de la estatuaria antigua; Museu Arqueológico Regional Alcalá de Henares Madrid 18 de diciembre 2009-18 de abril 2010. Comunidad Autónoma, Madrid 2009, ISBN 978-84-451-3269-2. - Vinzenz Brinkmann, Andreas Scholl (Herausgeber): Bunte Götter. Die Farbigkeit antiker Skulptur. Hirmer, München 2010, ISBN 978-3-7774-2781-2 (3. Ausstellungskatalog) – Katalog zur Ausstellung in Berlin, Pergamonmuseum 13. Juli 2010 – 3. Oktober 2010. - Daniel Graepler, Vinzenz Brinkmann, Ulrike Koch-Brinkmann: Bunte Götter. Die Farbigkeit antiker Skulptur. Eine Einführung anlässlich der Ausstellung in der Sammlung der Gipsabgüsse der Universität Göttingen vom 6. März bis 16. Oktober 2011, Göttingen 2011. - Sabine Haag, Vinzenz Brinkmann, Ulrike Koch-Brinkmann (Herausgeber): Bunte Götter. Die Farbigkeit antiker Skulptur. Kunsthistorisches Museum Wien, Wien 2012, ISBN 978-3-99020-031-5 - Jan Stubbe Østergaard, Vinzenz Brinkmann, Ulrike Koch-Brinkmann und andere: Transformations. Classical Sculpture in Color. Ausstellungskatalog Ny Carlsberg Glyptotek Kopenhagen, Kopenhagen 2014. - R. R. R. Smith (Herausgeber): Gods in colour. A guide to the exhibition. Cast Gallery, Ashmolean Museum, January – August 2015. Ashmolean Museum, Oxford 2015. - Vinzenz Brinkmann, Miguel Fernández Félix und anderen (Herausgeber): El Color de los dioses. Policromía en la Antigüedad clásica y Mesoamérica. Ausstellungskatalog Museo del Palacio de Bellas Artes, Mexiko-Stadt 2016, ISBN 978-607-605-403-1. - Vinzenz Brinkmann, Renée Dreyfus, Ulrike Koch-Brinkmann (Herausgeber): Gods in Color. Polychromy in the Ancient World. Ausstellungskatalog Legion of Honor, San Francisco 2017. - Vinzenz Brinkmann, Ulrike Koch-Brinkmann (Herausgeber): Bunte Götter – Golden Edition. Die Farben der Antike. Ausstellungskatalog, Prestel, München 2019, ISBN 978-3-7913-5936-6. - Vinzenz Brinkmann, Ulrike Koch-Brinkmann, Sam Cleymans: De oudheid in kleur. Hoe antieke standbeelden er echt uitzagen. Ausstellungskatalog, Lanoo campus, Tielt 2023, ISBN 978-9-4014-9653-7. - Vinzenz Brinkmann, Ulrike Koch-Brinkmann, Sam Cleymans: L’Antiquité en couleur. Le vrai visage des statues antiques. Ausstellungskatalog, Lanoo campus, Tielt 2023, ISBN 978-9-4014-9654-4. andere Publikationen - Vinzenz Brinkmann, Oliver Primavesi, Max Hollein (Herausgeber): Circumlitio. The Polychromy of Antique and Medieval Sculpture. Proceedings of the „Johann-David-Passavant-Colloquium Circumlitio. The Polychromy of Antique and Mediaeval Sculpture“, 10–12 December 2008. Hirmer, München 2010, ISBN 978-3-7774-2871-0. - Stiftung Archäologie - Bunte Götter – Die farbenfrohe Welt der Alten Griechen. - Digitorial – Bunte Götter. - Weltbürger mit Sitz in Frankfurt. - »Bunte Götter« – ein Frankfurter Erfolgsprojekt erobert das Net.z - Frankfurter Rundschau Porträt der Woche vom 2. Januar 2022 Frankfurt: Die Welt wird wieder farbig, von Andreas Hartmann 1. 2. 3. 4. 5. 6. 7. 8. 9. 10. 11. 12. 13. 14. |                    |                                                                        |                           |                                                                                                  |
| von | bis                | Ausstellungsort                                                        | Ort                       | Bemerkung                                                                                        |
| 16. Dezember 2003 | 29. Februar 2004   | Glyptothek                                                             | München                   |                                                                                                  |
| |                    | Ny Carlsberg Glyptotek                                                 | Kopenhagen                | als Classicolor: Farven i antik skulptur                                                         |
| |                    | Vatikanische Museen                                                    | Rom                       | als I colori del bianco. Mille anni di colore nella scultura antica                              |
| 11. August 2005 | 20. November 2005  | Skulpturhalle Basel                                                    | Basel                     |                                                                                                  |
| 2. Dezember 2005 | 26. März 2006      | Allard Pierson Museum                                                  | Amsterdam                 | als Kleur!                                                                                       |
| 2006 | 2006               | Archäologisches Museum Istanbul                                        | Istanbul                  | als Renkli Tanrilar                                                                              |
| 9. Januar 2007 | 24. März 2007      | Archäologisches Nationalmuseum                                         | Athen                     | als Polychromoi Theoi                                                                            |
| 4. April 2007 | 1. Juli 2007       | Museum für Kunst und Gewerbe                                           | Hamburg                   |                                                                                                  |
| 22. September 2007 | 20. Januar 2008    | Arthur M. Sackler Museum der Harvard University                        | Cambridge (Massachusetts) | als Gods in Color. Painted Sculpture of Classical Antiquity                                      |
| 6. März 2008 | 23. Juni 2008      | J. Paul Getty Museum                                                   | Los Angeles               | Teil der Ausstellung Color of Life – Polychromy in Sculpture from Antiquity to the Present       |
| 8. Oktober 2008 | 15. Februar 2009   | Liebieghaus Skulpturensammlung                                         | Frankfurt am Main         |                                                                                                  |
| 6. März 2009 | 1. Juni 2009       | Antikensammlung, Museumslandschaft Hessen Kassel, Schloss Wilhelmshöhe | Kassel                    |                                                                                                  |
| 18. Dezember 2009 | 18. April 2010     | Museo Arqueológico Regional de la comunidad de Madrid                  | Alcalá de Henares         | als El Color de los Dioses                                                                       |
| 13. Juli 2010 | 3. Oktober 2010    | Antikensammlung im Pergamonmuseum                                      | Berlin                    |                                                                                                  |
| 9. Oktober 2010 | 30. Januar 2011    | Medelhavsmuseet                                                        | Stockholm                 | als White Lies                                                                                   |
| 6. März 2011 | 31. Juli 2011      | Universität Göttingen, Archäologisches Institut                        | Göttingen                 |                                                                                                  |
| 29. Oktober 2011 | 20. Mai 2012       | Antikensammlung der Universität Heidelberg                             | Heidelberg                |                                                                                                  |
| 28. Juni 2012 | 28. Oktober 2012   | Kunstsammlungen der Ruhr-Universität Bochum                            | Bochum                    |                                                                                                  |
| 13. November 2012 | 17. März 2013      | Kunsthistorisches Museum                                               | Wien                      |                                                                                                  |
| 11. April 2014 | 10. August 2014    | Museum der Universität Tübingen                                        | Tübingen                  |                                                                                                  |
| 13. September 2014 | 7. Dezember 2014   | Ny Carlsberg Glyptotek                                                 | Kopenhagen                | als Beitrag in Transformations: Classical Sculpture in Colour.                                   |
| 22. Januar 2015 | 14. Juni 2015      | Ashmolean Museum, Cast Gallery                                         | Oxford                    | als Gods in Colour: Painted Sculpture in Antiquity                                               |
| 11. Oktober 2016 | 8. Januar 2017     | Palacio de Bellas Artes                                                | Mexiko-Stadt              | als Color de los dioses. Policromía en la antigüedad clásica y mesoamericana en Bellas Artes     |
| 28. Oktober 2017 | 7. Januar 2018     | Legion of Honor                                                        | San Francisco             | als Gods in Colour: Polychromy in the Ancient World                                              |
| 30. Januar 2020 | 26. September 2021 | Liebieghaus Skulpturensammlung                                         | Frankfurt am Main         | als Golden Edition; Ausstellung zum 40-jährigen Jubiläum der Polychromieforschung in Deutschland |
| 5. Juli 2022 | 26. März 2023      | Metropolitan Museum of Art                                             | New York                  | als Chroma. Ancient Sculpture in Colour                                                          |
| 21. Oktober 2023 | 2. Juni 2024       | Gallo-Romeins Museum                                                   | Tongern                   | als De Oudheid in kleur                                                                          |